# Сухачев, Алексей Александрович
Алексей Александрович Сухачев (укр. Олексій Олександрович Сухачов; род. 1978, Харьков) — украинский юрист. Директор Государственного бюро расследований Украины (с 31 декабря 2021). Доктор юридических наук. Заслуженный юрист Украины.

## Биография
Родился в 1978 году в Харькове. Выпускник Национальной юридической академии Украины имени Ярослава Мудрого, которую окончил в 2000 году по специальности «правоведение». Защитил докторскую диссертацию по теме: «Уголовный процесс и криминалистика; судебная экспертиза; оперативно-розыскная деятельность».
С 2000 по 2017 год служил в рядах Службы безопасности Украины, где прошёл путь от следователя до заместителя главного управления СБУ.
14 апреля 2017 года был назначен заместителем начальника департамента Генеральной прокуратуры Украины. После победы на президентских выборах Владимира Зеленского и начала реформ в украинской прокуратуре было уволено более половины прокуроров ГПУ, включая Сухачёва, не набравшего необходимого количество баллов в тесте на знание законодательства. Тем не менее, Сухачев оспорил данное решение в Окружном административном суде города Киева и 10 июля 2020 года судья Виктор Шулежко отменил приказ об увольнении Алексея Сухачева.
После увольнения с Генеральной прокуратуры Украины служил в Службе внешней разведки Украины и являлся профессором кафедры уголовного права и криминологии в Университете государственной фискальной службы Украины. Член редакционной коллегии журнала «Вестник уголовного судопроизводства». Соавтор книги «Закон Украины „О судоустройстве и статусе судей“. Научно-практический комментарий» (2019).
22 сентября 2020 года по результатам конкурса назначен исполняющим обязанности директора Государственного бюро расследований Украины. 31 декабря 2021 года президент Украины Владимир Зеленский подписал указ о назначении Сухачева директором Государственного бюро расследований на пятилетний срок.

## Награды и звания
- Заслуженный юрист Украины[1]

## Личная жизнь
Женат, воспитывает двоих сыновей. По состоянию на 2019 год его супруга работала в генпрокуратуре.